# Speichergebäude (Rodel)

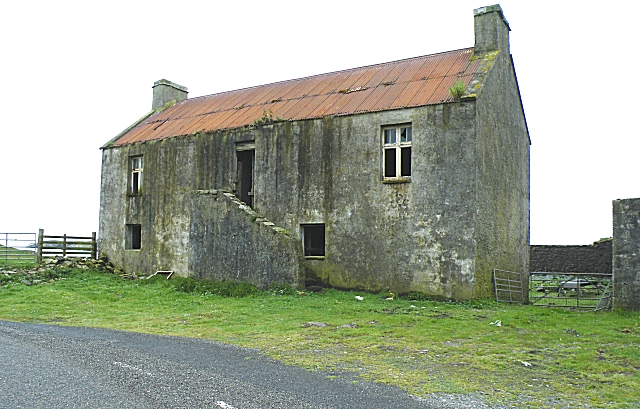
Speichergebäude von Rodel

Das Speichergebäude von Rodel ist ein Bodenspeicher in der Ortschaft Rodel auf der schottischen Hebrideninsel Lewis and Harris. 1994 wurde das Bauwerk in die schottischen Denkmallisten in der Denkmalkategorie B aufgenommen.

## Geschichte
Unter Alexander Macleod of Berneray, der Harris 1779 erworben hatte, setzte eine Zeit des Aufschwungs in Rodel ein. Die Ortschaft entwickelte sich mit der Fischerei und der Kelpgewinnung. Das zentrale Element war der von Macleod in den 1780er Jahren in Auftrag gegebene Rodel Harbour. Ergänzend ließ Macleod Speichergebäude, darunter vorliegendes, sowie die Keimzelle des heutigen Rodel Hotels als Lairdssitz errichten. Des Weiteren entstanden eine Spinnerei, eine Wassermühle sowie eine Schule. Möglicherweise datiert der Speicher jedoch auf das frühe 19. Jahrhundert.
Das zwischenzeitlich in Leerstand geratene Gebäude wurde 1994 in das Register gefährdeter denkmalgeschützter Bauwerke in Schottland aufgenommen. Zwei private Vorhaben zur Restaurierung und Weiternutzung des Bodenspeichers wurden nicht umgesetzt. 2022 sackte der Dachstuhl durch. 2015 wurde der Zustand des Bodenspeichers als sehr schlecht bei gleichzeitig hoher Gefährdung eingestuft.

## Beschreibung
Das Gebäude steht abseits der A859 oberhalb des Loch Rodel unweit des Rodel Hotels und der St Clement’s Church. Straßenseitig führt eine entlang der drei Achsen weiten Hauptfassade geführte Außentreppe zu einer Eingangstüre im Obergeschoss des zweigeschossigen Gebäudes. Im Obergeschoss sind auf den Außenachsen schlichte Fenster eingelassen, welche jenen des Rodel Hotels ähneln. Die kleineren Fensteröffnungen des Erdgeschosses wurden vermutlich später geschaffen. Entlang der Gebäuderückseite sind drei Türen eingelassen. Das Gebäude schließt mit einem wellblechgedeckten Satteldach mit giebelständigen Kaminen. Die Fassaden des Feldsteinbaus sind verputzt.
Die Bauweise legt eine Nutzung als Bodenspeicher nah. Möglicherweise wurden einzelne Abteilungen auch als Stallung oder Scheune genutzt. Das Nebengebäude ist mit flachen Segmentbogenöffnungen ausgeführt. In sein Mauerwerk sind Ventilationsschlitze eingebracht. Das Vorhandensein von Balkenlagern im Mauerwerk legt ein nicht erhaltenes, als Speicher genutztes Obergeschoss nahe.